# Fighting Fluid
Fighting fluid è una comica muta del 1925 diretta da Leo McCarey con protagonista Charley Chase.
Il film fu distribuito il 1º febbraio 1925.